# Cappenbergkop

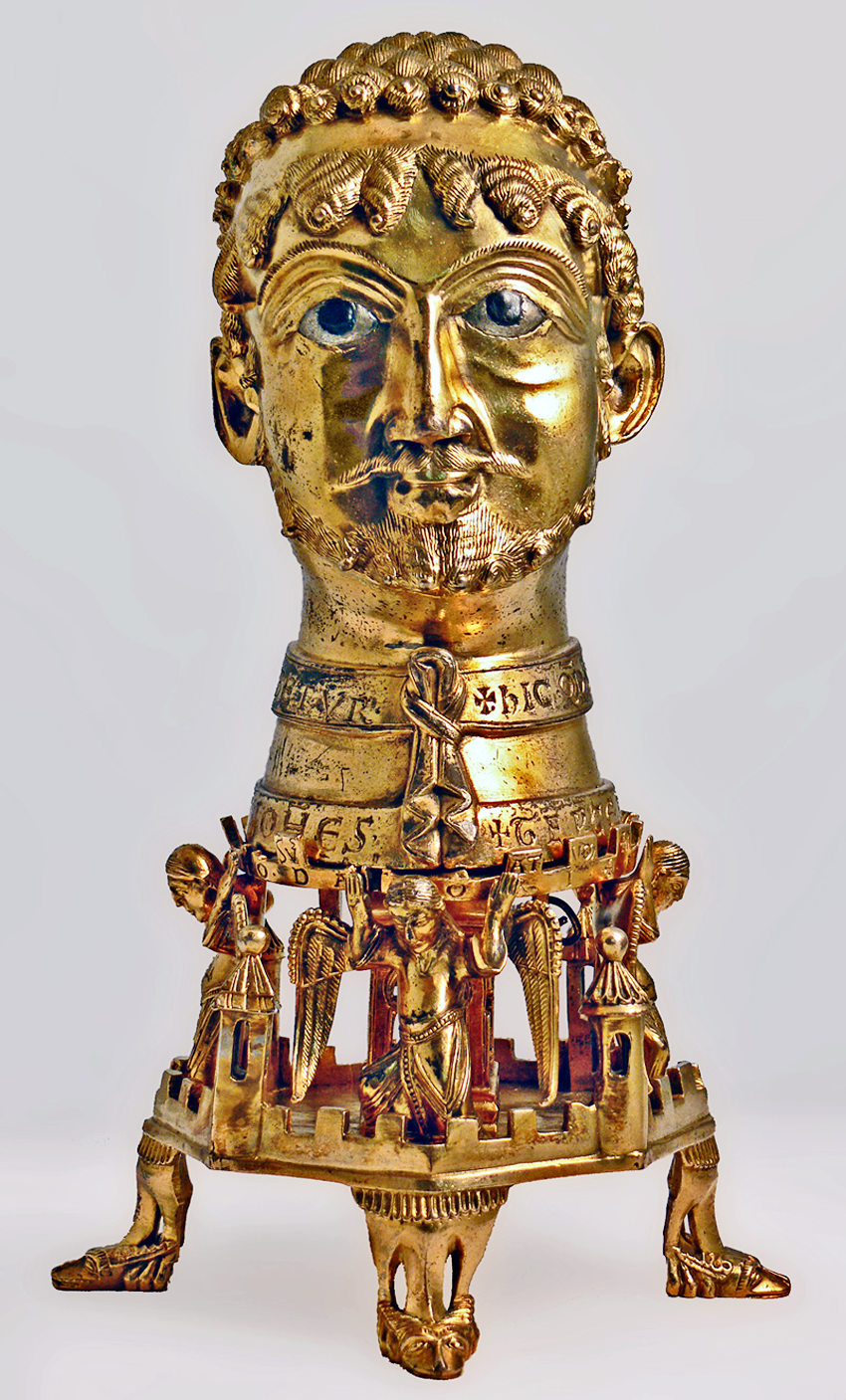
De Cappenberger Barbarossakopf

De Cappenbergkop geeft een portret weer van de Roomse keizer Frederik I Barbarossa, die tevens de opdrachtgever is. Dit technisch hoogstandje is verguld uit verzilverd brons. De buste dateert uit circa 1160 - 1165 en is afkomstig uit Aken. Opvallend is dat dit werk de eerste buste is in West-Europa na het Karolingische tijdperk. Het kunstwerk bevindt zich in de kapittelkerk in het Slot Cappenberg.

## Historie
Het kunstwerk werd geschonken door de keizer aan Otto van Cappenberg. Otto was tevens de peetvader van keizer Frederik I Barbarossa. Hij veranderde de betekenis van dit wierookvak tot een reliekstuk. Het haar van de evangelist Johannes werd gevestigd aan de buste. Op deze manier kreeg het werk een religieuze geaardheid en werd het haar van Johannes belangrijker dan de afbeelding van de keizer.

## Uitwerking
Het kunstwerk is een sterk staaltje edelsmeedkunst. Het hoofd van de keizer stelt een toren voor die rust op de schouders van drie engelen. Deze engelen zijn omringd door kantelen. De poten van de buste geven vier drakenkoppen weer. Er is geen vierde engel aanwezig omdat Otto waarschijnlijk zichzelf wilde afbeelden. Opvallend is de diadeem in het haar van de keizer. Dit kwam voor het eerst voor in de middeleeuwse kunst. Waarschijnlijk werd de inspiratie hiervoor gehaald uit de sculpturen van Laat-Romeinse keizers. Op deze manier is er een verband tussen Romeinse keizers en middeleeuwse keizers. Een ander element dat dit bevestigt is de weergave van de muren uit Rome, waarboven de keizer regeert. Er was zeker geen verstrengeling tussen kroon en altaar. Rome bleef een belangrijk doelwit. Keizer Frederik I vond dat hij niet alleen de wereldlijke, maar ook de religieuze leider was. De Roomse keizer beweerde dat hij het goddelijk recht had ontvangen van God in 1155.

## Inscriptie
Op het werk staat een inscriptie: “HIC Q(VO)D SERVETR DE CRINE IOH(ANN)IS HABETUR TE P(RE)CE PVVLSANTES EXAVDI SANCTE IOH(ANN)ES.”
Vertaald betekent dit: “Wat hier bewaard wordt, is het haar van Johannes; o luister, Sint-Johannes, naar hen die in het gebed tot u smeken!”.

## Galerij

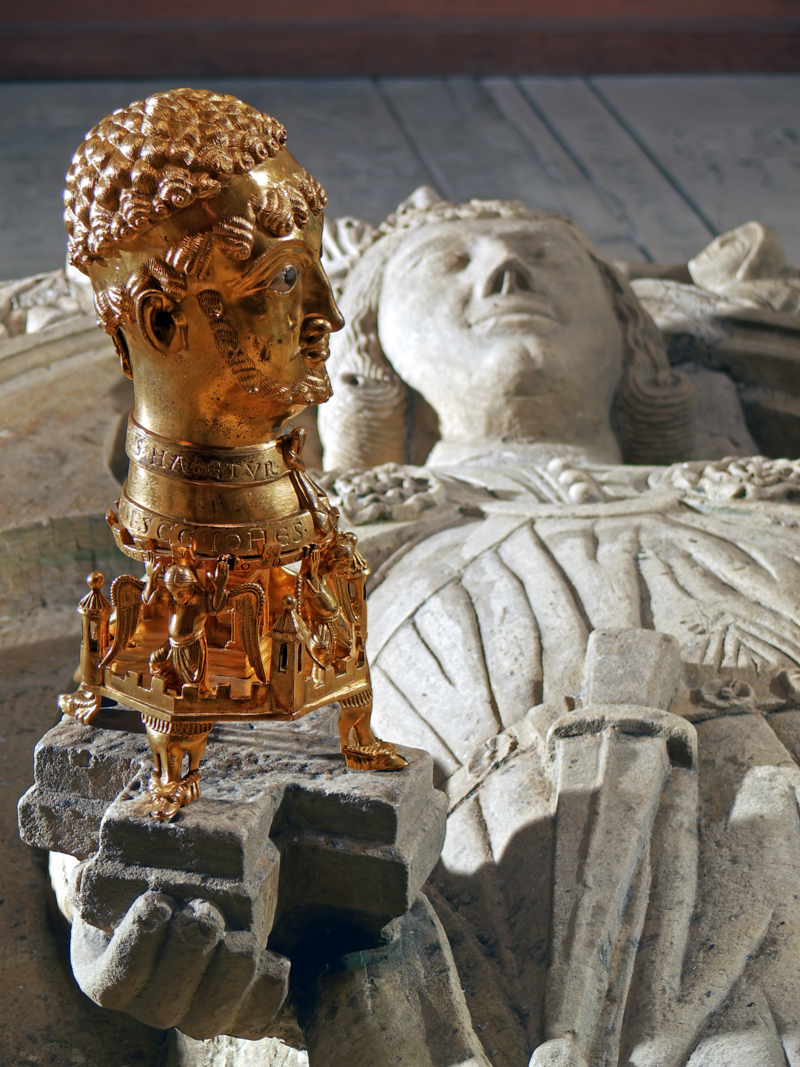
Kop (kopie) geplaatst op het graf van Otto van Cappenberg
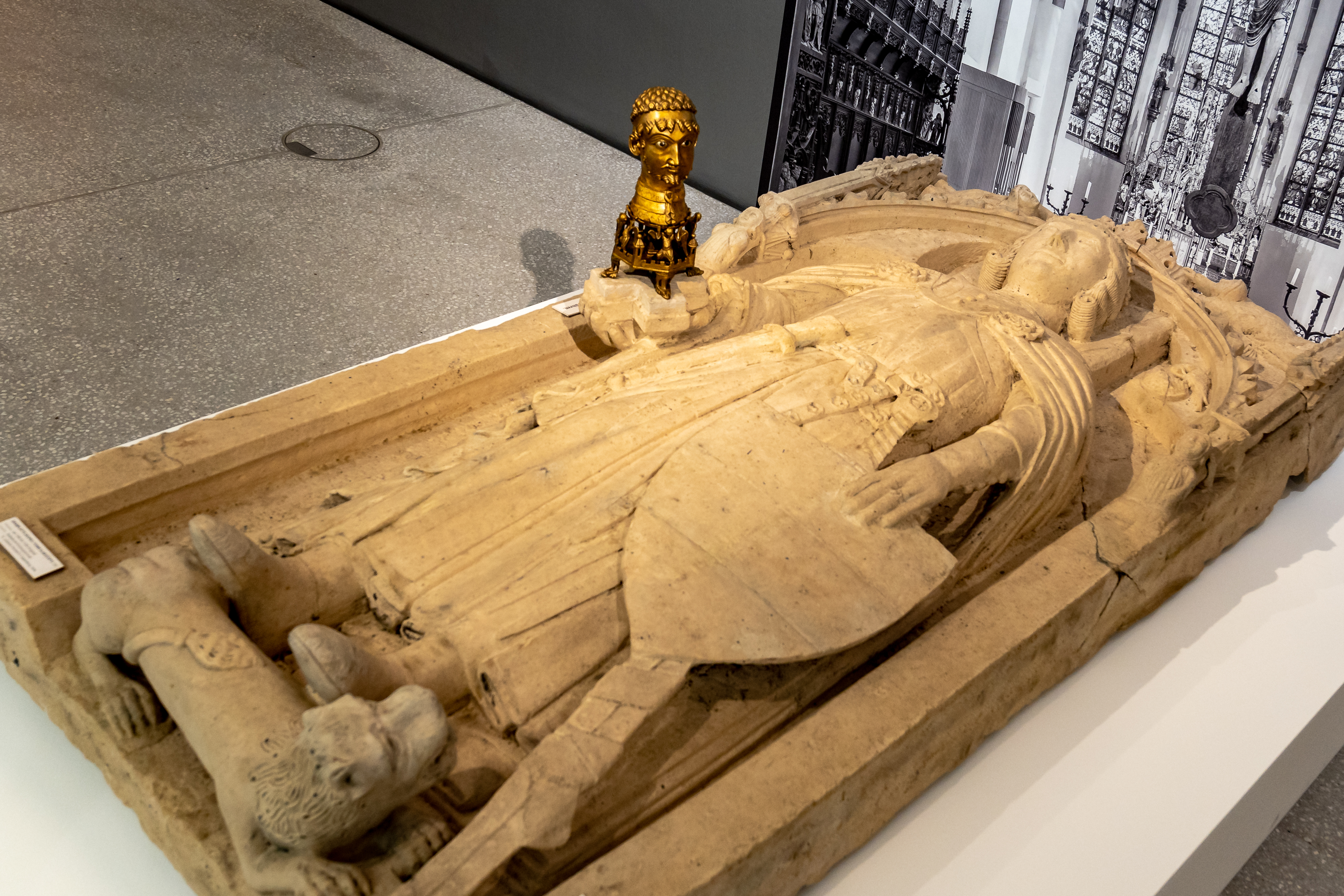
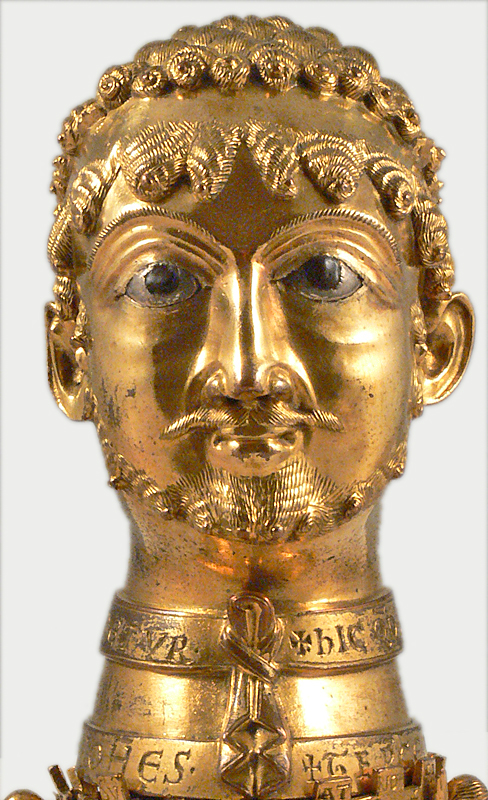
Detail: keizer Frederik I Barbarossa
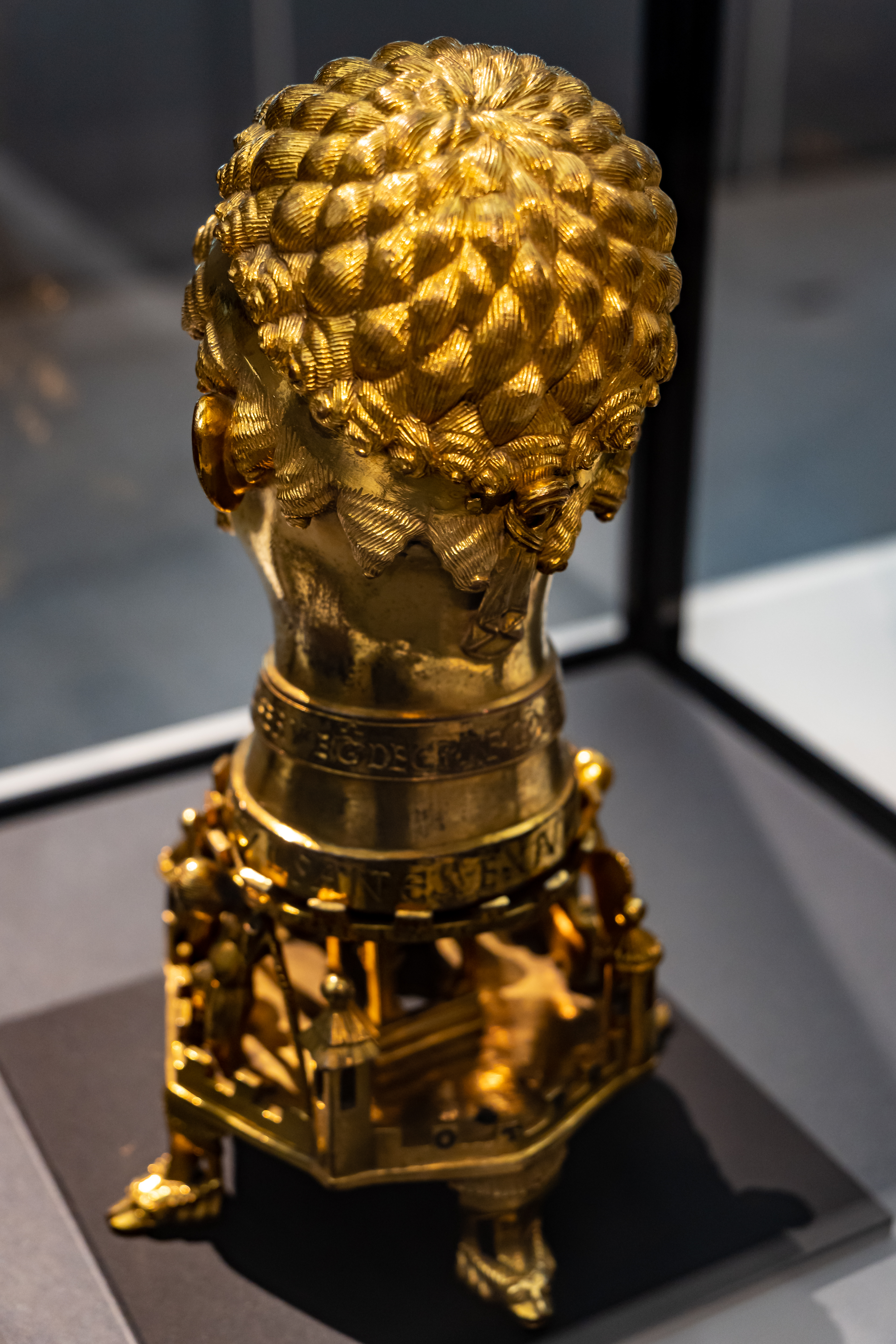
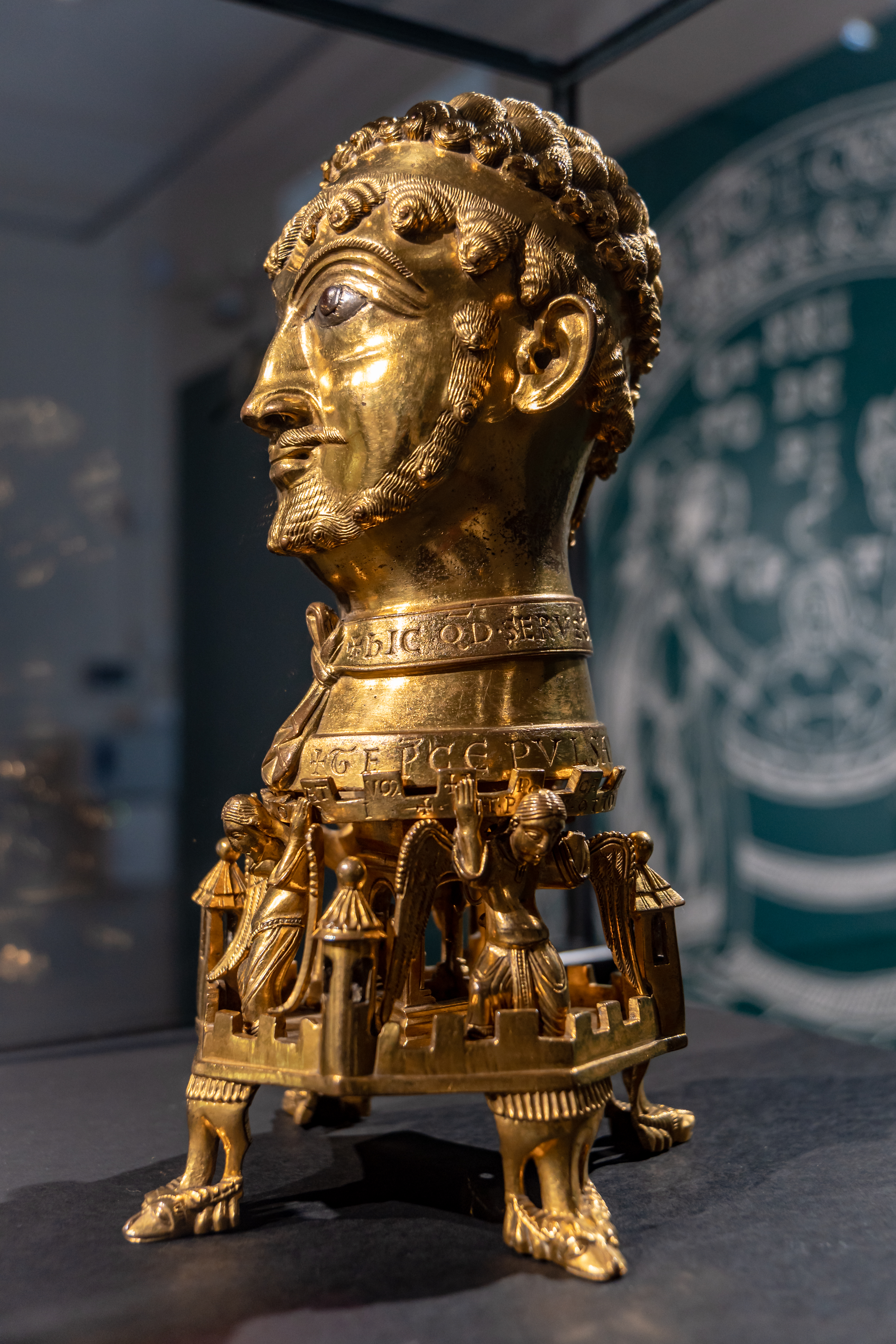